# Săn gấu

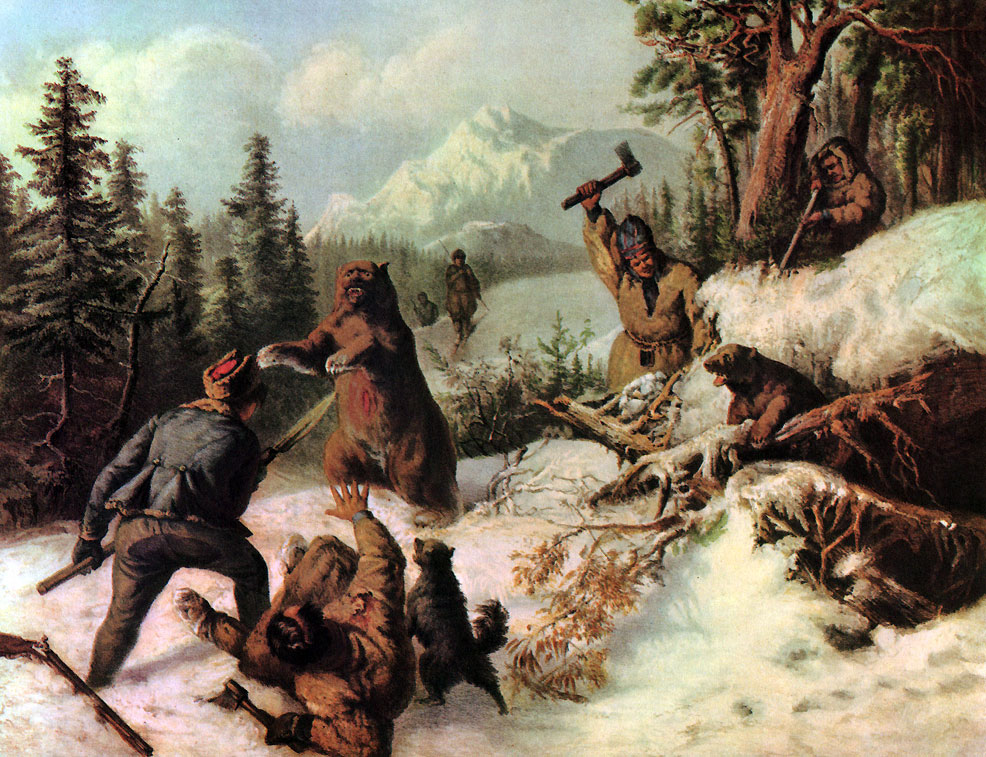
Họa phẩm một cảnh săn gấu

Săn gấu là việc thực hành săn bắn các loài gấu. Người ta săn gấu để lấy và sử dụng các giá trị từ gấu như lông gấu, đặc biệt là mật gấu là thứ quý giá nhất, người ta săn gấu nâu vì lớp da của chúng trong khi lượng thịt khổng lồ của con vật bị bỏ đi vì chúng khá khó nuốt. Việc săn gấu là một hoạt động nguy hiểm khi các loài gấu nhìn chung là những động vật to lớn, hung dữ. Dù cơ thể nặng nề nhưng một số loài gấu có khả năng chạy với vận tốc 64 km/h, sự nhanh nhẹn của chúng khiến việc đi săn trở nên rất nguy hiểm. Thậm chí nhiều thợ săn đã phải trả giá đắt.

## TạiMỹ
Trong lịch sử, gấu đen bị săn bắn bởi cả người Mỹ bản địa và người định cư châu Âu. Một số bộ lạc người Mỹ bản địa, ngưỡng mộ đối với trí thông minh con gấu đen, sẽ trang trí đầu con gấu bị họ giết chết với nữ trang, và đặt chúng vào chăn. Thịt gấu đen trong lịch sử đã được xem là quý trọng cao trong số những người bản địa và những người thực dân Bắc Mỹ. Gấu đen là loài gấu duy nhất mà người Kutchin săn bắt để lấy thịt, mặc dù nó chỉ chiếm một phần nhỏ trong chế độ ăn uống của họ. Theodore Roosevelt cho rằng thịt của những con gấu đen còn nhỏ giống như thịt lợn, và không tồi hay nhạt nhẽo như thịt của gấu grizzly. Phần thịt gấu đen được ưa thích nhất tập trung ở chân và thắt lưng. Thịt từ cổ, chân trước và vai thường được nghiền thành thịt xay hoặc sử dụng cho món hầm và ninh. Việc giữ các chất béo có xu hướng làm cho thịt có hương vị mạnh. Do gấu đen có thể có giun ký sinh trichinellosis, nhiệt độ nấu ăn cần phải cao để tiêu diệt các ký sinh trùng.

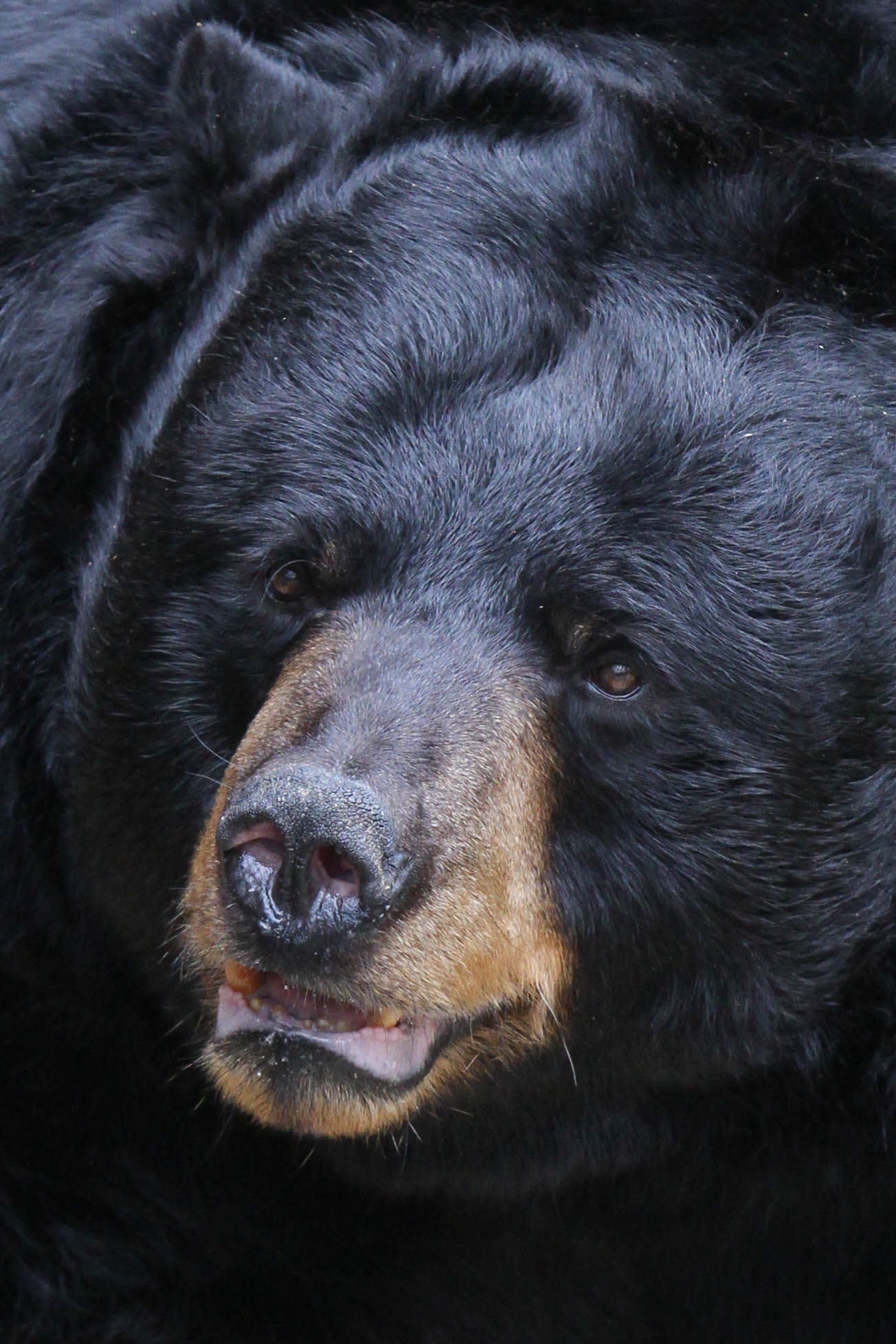
Gấu đen bị săn bắt dữ đội

Mỡ gấu đen có giá trị trong đồ mỹ phẩm mà nó thúc đẩy sự phát triển của tóc và độ bóng. Các chất béo được ưa chuộng nhất cho mục đích này là loại mỡ cứng màu trắng được tìm thấy bên trong cơ thể. Do chỉ có một tỷ lệ nhỏ chất béo này có thể được thu hoạch, đối với mục đích này, dầu thường được trộn lẫn với một lượng lớn mỡ lợn. Tuy nhiên các hoạt động bảo vệ động vật trong thập kỷ qua đã làm chậm lại sự thu hoạch từ những con vật này, do đó mỡ lấy từ gấu đen đã không được sử dụng trong những năm gần đây cho mục đích mỹ phẩm.
Người Kutchin thường săn bắt gấu đen trong chu kỳ ngủ đông của chúng. Không giống như săn bắn của gấu grizzly ngủ đông, một công việc hiểm nguy, gấu đen mất nhiều thời gian để thức dậy, và do vậy an toàn hơn và dễ dàng hơn. Theo Dwight Schuh trong Bách khoa toàn thư về săn bắn bằng cung của ông, gấu đen là những con mồi bị săn phổ biến nhất thứ ba sau hươu và hươu Bắc Mỹ. Trong quá trình thực dân hóa của miền đông Bắc Mỹ, hàng ngàn con gấu đen bị săn bắt để lấy thịt, mỡ và lông. Theodore Roosevelt đã viết nhiều về săn bắn gấu đen trong tác phẩm Hunting the Grisly của mình và các bản phác thảo khác. Ông viết rằng có nhiều khó khăn khi săn gấu đen bằng cách rình rập, do môi trường sống sở thích của chúng, mặc dù là dễ bẫy. Roosevelt được mô tả tại các bang miền nam Hoa Kỳ, người trồng rừng thường xuyên đi săn bắt gấu đen trên lưng ngựa với những con chó săn.
Tướng Wade Hampton được biết đã có mặt tại 500 cuộc săn gấu thành công, hai phần ba trong số đó là ông đã tự mình giết chết. Ông đã giết ba mươi hay bốn mươi con gấu đen với chỉ có một con dao, mà ông sử dụng để đâm những con gấu giữa hai bả vai trong khi chúng bị phân tâm bởi những con chó săn của ông. Trừ khi được đào tạo tốt, ngựa thường vô dụng trong các cuộc săn lùng con gấu đen, vì chúng thường đứng trôn chân tại chỗ khi những con gấu đứng trước mặt chúng. Năm 1799, 192.000 bộ da gấu đen được xuất khẩu từ Quebec. Năm 1822, 3.000 bộ da được xuất khẩu từ Công ty Vịnh Hudson. Năm 1992, một bộ da gấu đen tươi, đã muối, chưa thuộc được bán với giá trung bình là 165 $.
Hiện nay, 28 tiểu bang của Hoa Kỳ có mùa săn bắn gấu đen. Mười chín tiểu bang đòi hỏi phải có giấy phép săn bắn gấu, với một số cũng đòi hỏi phải có giấy phép săn bắn loài thú tiêu khiển lớn. Trong tám tiểu bang, chỉ có một giấy phép săn bắn loài thú tiêu khiển lớn là cần thiết để săn gấu đen. Nhìn chung, có trên 481.500 giấy phép săn bắn gấu đen được bán mỗi năm. Các phương pháp và mùa săn bắn thay đổi rất nhiều theo tiểu bang, với một số mùa săn bắt gấu bao gồm chỉ mùa thu, mùa xuân và mùa thu, hoặc quanh năm. Bang New Jersey, vào tháng 10 năm 2010, đã phê duyệt của một mùa săn bắn gấu sáu ngày vào đầu tháng 12 năm 2010 để làm chậm sự tăng trưởng của quần thể gấu đen. Săn gấu đã bị cấm ở New Jersey trong 5 năm.
Một cuộc thăm dò của Đại học Fairleigh Dickinson phát hiện ra rằng 53% số cử tri New Jersey sẽ phê duyệt mùa giải mới nếu các nhà khoa học kết luận rắng gấu đen đã rời khỏi môi trường sống bình thường của chúng và phá hoại tài sản cá nhân. Đàn ông, cử tri lớn tuổi, và những người sống ở khu vực nông thôn có nhiều khả năng chấp nhận một mùa giải săn gấu ở New Jersey hơn so với phụ nữ, các cử tri trẻ tuổi, và những người sống ở các vùng phát triển hơn của tiểu bang. Trong các bang miền tây, nơi có số lượng gấu đen lớn, có mùa săn bắn vào mùa xuân và quanh năm. Khoảng 18.845 con gấu đen bị giết mỗi năm tại Hoa Kỳ trong các năm1988-1992. Trong thời gian này, số cá thể bị giết chết hàng năm dao động trong khoảng từ sáu con gấu ở Nam Carolina tới 2.232 tại Maine.
Ngày nay, Những tay săn cự phách thường tới Alaska, phần lãnh thổ hoang sơ nhất nước Mỹ, với hy vọng hạ được một con gấu khổng lồ trong mùa săn bắn. Loài động vật này không nằm trong diện bị đe dọa nên chính quyền Alaska cấp phép săn bắn vào một hoặc nhiều mùa trong năm. Chính quyền Alaska cũng có những quy định rất chặt chẽ đối với việc săn bắn dù đây là biện pháp cần thiết nhằm đảm bảo cân bằng sinh thái trong khu vực.
Tại Alaska, người ta thường săn gấu nâu vào mùa thu nhưng nhiều nơi cho phép săn bắn cả trong mùa xuân. Tuy nhiên, giết gấu cái và gấu con là hành vi vi phạm phát luật. Mỗi mùa săn bắn gấu thường gây tác động không quá lớn tới tổng số cá thể sinh vật hung dữ này. Tính riêng trong năm 2007, người ta đã săn được khoảng 1.900 con gấu nâu, chủ yếu là gấu xám và gấu Kodiak. Người dân bản địa chỉ hạ 700 con, tương đương 33% tổng số gấu nâu bị giết. Số còn lại do các thợ săn tới từ bên ngoài. Có những con gấu xám dài gần 3 m đã bị thợ săn Alaska bắn chết.
Nếu thợ săn không phải người bản địa, họ buộc phải thuê người hướng dẫn để được phép vào rừng săn gấu hoặc các loài động vật khác. Người hướng dẫn phải là cư dân địa phương. Các dịch vụ hướng dẫn săn bắn ở Alaska rất thịnh hành. Người ta có thể tìm giá các dịch vụ săn bắn trước khi lựa chọn cho mình người hướng dẫn. Người ta cấp phép đi săn miễn phí nhưng thợ săn cần mua thẻ để đánh dấu chiến lợi phẩm. Thẻ này phải ở cùng con vật tới khi chúng được chế biến thành thành phẩm. Họ cũng phải mang sọ hoặc da hay những bộ phận khác trên mình con vật để các nhà chức trách kiểm tra kích thước và giới tính của chúng. Thợ săn phải hoàn thiện bước này trước khi được phép mang chiến lợi phẩm rời Alaska.

## Tại Canada
Hiện nay, ở Canada, việc săn gấu Bắc Cực là phổ biến, săn gấu Bắc Cực trở thành thú vui của nhiều người Canada, nhiều người Trung Quốc cũng tham dự. Gấu trắng trở thành mục tiêu săn bắn của các công ty du lịch Canada và thú tiêu khiển của những người ưa cảm giác mạnh. Ngoài việc thưởng thức thú vui mạo hiểm, những người đi săn còn muốn có được da và các bộ phận khác trên cơ thể loài gấu do đó họ sẵn sàng chi một khoản tiền lớn để thỏa mãn thú vui. Việc săn gấu ở đây đã trở thành một ngành thương mại, dịch vụ với lợi nhuận đáng kể, giá một tour trọn gói lên tới 35.000 USD, một con gấu săn được có thể bán được giá 96.000 USD.
Nhiều người lý giải rằng việc săn bắn gấu Bắc Cực là một giải pháp tốt để bảo vệ chính bản thân chúng. Bởi khi gấu đực tiến về phía gấu cái, nếu gặp gấu con thì con đực sẽ giết kẻ bé hơn ngay lập tức. Do đó, tiêu diệt gấu đực là cách để bảo vệ những con còn non, tuy nhiên, Số lượng loài này ngày càng giảm do sự săn bắn của con người. Khi di chuyển, vết chân của gấu in trên băng và người đi săn thường lần theo vết chân này để tìm con mồi, việc săn cũng gặp khó khăn do con gấu có bộ lông trắng muốt có thể hòa lẫn vào với băng giá.
Tại Canada, gấu đen được coi là loài thú tiêu khiển lớn và là loài thú lấy da trong tất cả các tỉnh, trừ New Brunswick và vùng lãnh thổ Tây Bắc, nơi mà chúng chỉ được phân loại như là loài thú tiêu khiển lớn. Hiện tại có 80.822 giấy phép thợ săn gấu đen trong toàn bộ Canada. Săn gấu đen Canada diễn ra vào mùa thu và mùa xuân, và cả gấu đực và gấu cái có thể được săn bắt một cách hợp pháp, mặc dù một số tỉnh nghiêm cấm việc săn bắn gấu cái với đàn con, hoặc cá thể dưới một tuổi.

## Việt Nam
Việc săn gấu ở Việt Nam ngày nay là vi phạm pháp luật nhưng trước đó việc săn gấu vẫn diễn ra lẻ tẻ. Ở Thanh Hóa, ngày xưa gấu rất nhiều. Chỉ vì người ta săn bắn và đặt bẫy bắt sống bừa bãi nên chúng mỗi ngày một hiếm đi. Nay ước chừng chỉ còn vài chục con sống trên mấy đỉnh núi cao loài gấu ngựa đang có nguy cơ tuyệt chủng, để tìm hạ được một con gấu phải cần ít nhất ba ngày đêm. Không thể dùng tên tẩm thuốc độc để bắn gấu vì như thế thuốc độc sẽ ngấm vào mật, không uống được, người ta sẽ đào hố, cài bẫy, nhử gấu đuổi theo để nó sa xuống rồi dùng xẻng đập chết mà mổ lấy mật. mật gấu rừng là thứ quý hơn vàng. Thịt gấu ngon. Tay gấu ngâm rượu bán mấy chục triệu một bình. Con gấu có giá vài trăm triệu đồng. Mỗi ký gấu còn sống giá khoảng 2 triệu đồng, bằng bắt được cả chục con cầy vằn. Thế nên chỉ cần đánh hơi thấy chú gấu nào xuất hiện tại một cánh rừng cụ thể, lập tức có hàng chục thợ săn tìm đến. Có nơi, mỗi con gấu nặng khoảng 50 kg giá khoảng 100 triệu đồng
Chỉ cần nghe tin nơi nào đó có gấu về bẻ ngô, phá hoa màu là họ tìm đến giăng bẫy khắp rừng, hoặc mang súng đi truy sát. Bẫy gấu là một hệ thống dây phanh xe đạp được bện chắc với nhau. Con gấu nào giẫm vào bẫy thì chỉ có nước tự cắn đứt chân mình mới mong thoát được. Săn được gấu luôn là niềm mơ ước lớn nhất của thợ săn. Một con gấu sống nặng 1,5 tạ có giá từ 250 đến 270 triệu đồng. Thường thì những nơi nào có nhiều tiếng gà rừng gáy gọi bầy thì nơi đó thường có gấu. Gấu và gà rừng luôn đi kiếm ăn với nhau. Khi gấu lật đá, phá gỗ mục lấy côn trùng ăn thì gà rừng cũng xà đến kiếm ăn. Thợ săn thường dùng súng để bắn gấu và lấy mật ngay trong rừng, xác gấu chỉ dùng để nấu cao. Hiện nay, dùng bẫy vòng, rẻ và quan trọng hơn là bắt được gấu sống. Bẫy vòng dùng để bắt gấu phải bền hơn nhiều lần bẫy thường. 3 hoặc 4 sợi phanh xe đạp bện lại với nhau mới đủ để bắt một con gấu nặng khoảng 70 kg, gấu chỉ cần chạm vào cái bẫy đặt dưới đất, tay sẽ bị mắc vào cái vòng này và càng giãy càng bị siết chặt.
Trước đây, hầu như trong bất cứ khu rừng nào của Việt Nam cũng có gấu đen sinh sống. Tuy nhiên, khoảng 20 năm trở lại đây, rừng bị tàn phá, môi trường sống bị thu hẹp, lại thường xuyên phải đối mặt với nạn săn bắt nên loài gấu đen đứng trước nguy cơ tuyệt chủng. Nghệ An và Hà Tĩnh là hai tỉnh có tiếng nhất về săn bắt và nuôi gấu lấy mật, cũng là hai vùng rừng được xem là nhiều gấu nhất.

## Nguy hiểm
Gấu đôi khi cũng tấn công người, loài thú hung dữ, tấn công người nhiều nhất không phải hổ, báo, bò tót, chó sói, mà lại là gấu, con vật vốn khá chậm chạp, ì ạch. Bụng dạ con gấu ác hiểm, nhưng sở dĩ nó quay sang tấn công con người là vì con người đã dồn nó đến chân đường cùng, khiến nó trở nên cục cằn, hàng chục trường hợp thợ săn thương tật cả đời, thậm chí mất mạng vì bị gấu tấn công. Hầu như bản làng nào quanh đại ngàn Huổi Luông cũng có người bị gấu vật chết, hoặc tàn tật vĩnh viễn. Có những câu chuyện kể về những nguy hiểm khi săn gấu của những người thợ săn ở Việt Nam. Nhiều nơi gấu thường xuyên về phá nương, gấu phá hoại khủng khiếp nhất. Một ngày, một con gấu có thể phá nát một sào ngô, sắn.
Ở Vùng Sơn La có vụ việc đi săn gấu bị tấn công. Dân địa phương săn gấu vì gấu về phá nương rẫy, gấu về bẻ ngô, tại cánh rừng Huổi Cúc, phía Bắc đại ngàn Huổi Luông từng xuất hiện một con gấu khổng lồ thỉnh thoảng nó về nương phá ngô. Một người thợ săn dẫn đầu nhóm thợ săn, đi suốt 3 tiếng thì đến mảnh nương nơi con gấu đang phá phách suốt mấy ngày. Tay ông dắt con chó săn, vai khoác khẩu súng. Lúc tiến sâu vào rừng già. Chú chó săn bỗng lao vào bụi cây sủa ầm ĩ. Khi lò dò lại gần dùng nòng súng vạch bụi cây thì một khối đen vọt ra.
Con gấu đứng lên bằng hai chân. Túm lông trên đầu lòa xòa như cái bờm ngựa. Con gấu này phải nặng cỡ 2 tạ. Nó há miệng gầm gừ khoe những chiếc răng nhọn trắng ơn ởn. Nó bổ thẳng về phía ông. Do súng không nổ nên con gấu tát văng khẩu súng, rồi cứ nhè mặt nạn nhân mà ngoạm. Nó ngoạm vỡ cả mảng xương mặt, xương mũi, dùng móng vuốt kéo cả hai con mắt của ông ra ngoài, lột tanh bành từng mảng da đầu. Khi ông bất tỉnh, nó còn ngoạm thêm một miếng bung cơ đùi rồi mới hậm hực bỏ đi. Nó còn tát chết thẳng cẳng con chó săn dám lao vào cứu chủ. Tưởng thợ săn đã chết, con gấu lững thững bỏ đi. khuôn mặt đỏ lòm lộ xương của ông Khặm. Gần như toàn bộ da đầu của ông Khặm cũng bị gấu lột sạch. Đôi mắt như con ốc nhồi vương vãi bên cạnh. Hốc mũi chỉ còn hai cái lỗ.
Năm 1997 ở đỉnh Pú Coong Khẩu đến tận sườn núi Huổi Cha, có một thợ săn rình một con gấu ngựa to tướng lừng lững đi tới, nó hít hít xung quanh, ngước mắt lên phía có tổ ong rồi ôm cây trèo lên. Nó thò tay vốc mật, ngửa cổ, há mồm tợp những giọt mật. Ăn xong tổ ong, nó từ từ tụt xuống. Khi nó tụt đến giữa thân cây thì thợ săn bóp cò. Tiếng nổ đanh gọn, một nhúm lông đen tơi tả bay theo gió, viên đạn đã không trúng đầu mà lệch về phía vai. Con gấu rơi uỵch xuống đất, rồi lao về hướng tiếng súng nổ, vùng vẫy móng vuốt, nhằm mặt thợ săn cào cấu, cắn xé điên cuồng. Nó còn xé nát cả da thịt ở cánh tay, ngoạm gãy cả xương tay. Tưởng thợ săn chết rồi nó mới lững thững bỏ đi.
Có hai anh em thợ săn bắn gấu, con gấu không chết, nó lao đến tát nạn nhân những cú trời giáng. Người thợ săn ấy bất tỉnh rồi, nó vẫn chưa nguôi cơn giận. Nó cắn nát đầu khiến ông mất mạng. Người thợ săn còn lại cũng một lần bắn gấu bị chệch. Con gấu lồng lộn xông vào tát rách bụng, khiến ruột nạn nhân xổ ra ngoài. Nó dùng móng vuốt xé nát mặt.
Ở vùng Hà Giang, có thợ săn trong lần đi săn gấu ở đỉnh núi Ma. Một ngươi thợ săn cùng 2 người nữa rượt đuổi con gấu lớn rồi bắn, ông vừa chạy vừa bắn đến khi con gấu bị thương ở mông. Nó quay lại đuổi người bắn bị thương nó hòng trả đũa. Vừa bỏ chạy vừa lên đạn rồi hướng phía sau bắn, ông gần như kiểm soát được tình hình nếu không gặp hòn đá chắn ngang đằng trước. Con gấu có trọng lượng hơn 100 kg đuổi đến đường cùng vì phía trước là một tảng đá lớn, nó rống lên rồi giơ nanh vuốt tát mạnh khiến thợ săn qụy ngã, lưng bị nanh vuốt thú dữ cào sâu gần 3 cm. Trong lúc nguy cấp, người thợ săn đã kịp rút khẩu súng kíp lên đạn sẵn bắn gục thú rừng.